# Partaloa
Partaloa es una localidad y municipio español de la provincia de Almería, Andalucía. Cuenta con una población de 875 habitantes (INE 2024). Se encuentra situada a una altitud de 548 metros y a 89 kilómetros de la capital de provincia, Almería.

## Toponimia
Existe la teoría de que el nombre antes del fin de la Reconquista era Cartaloba, fusión del árabe cariat al-oba, con un significado de lugar llano de pocos habitantes rodeado de cerros. A partir de ese punto, se han ido sucediendo los nombres de Carsaloba, Cartaloba, Cantalobo y Paralobra. No está aún muy claro el origen exacto del nombre Partaloa, pero ya en una bula de 1505 aparece el nombre de Partaloba. 
El nombre actual empezaría a usarse a partir del siglo XIX según el sacerdote e historiador José Ángel Tapia Garrido. Su gentilicio es partalobero, -a.

## Geografía física

### Ubicación
El término municipal de Partaloa, asentado en el valle del curso medio del río Almanzora, cubre un territorio de 52,57 km², y su perímetro tiene una longitud de 30 993 metros. Dista 86 km de la capital provincial. Su casco urbano se encuentra a una altitud de 548 m s. n. m.
| Noroeste: Oria  | Norte: Oria   | Nordeste: Albox   |
| Oeste: Fines    |               | Este: Albox       |
| Suroeste: Fines | Sur: Cantoria | Sureste: Cantoria |

### Orografía
El municipio alcanza su máxima cota en el cerro del Coto, con 1106 m s. n. m., en el punto donde se encuentra con los términos municipales de Oria y Fines.

### Hidrografía
No existen cursos fluviales permanentes en Partaloa, solamente ramblas con un cauce seco la mayor parte del tiempo y de carácter torrencial. Todas estas ramblas acaban desembocando en el río Almanzora.

### Riesgos naturales
El municipio de Partaloa todavía no cuenta con un PTEL que cumpla con la Ley 5/2010 sobre autonomía local.

## Naturaleza

### Geología
El territorio de Partaloa se asienta sobre un valle arcilloso rodeado por sendas lomas de piedra aglomerada de origen alpujárride. La erosión sufrida por estas rocas han ido formando numerosas cárcavas, cuevas, simas y oquedades, que dan la impresión a simple vista de estar a punto de desplomarse sobre las viviendas. Es de hecho tan especial este fenómeno que a nivel profesional de geomorfología se le denomina como partaloa.

### Sismología
Bajo el suelo del término municipal de Partaloa se puede encontrar el comienzo de la falla de Alhama de Murcia, además de encontrarse relativamente cerca de la falla de Palomares, por lo que la zona tiene una elevada actividad sísmica. El último terremoto de cierta intensidad acaeció en 1972.

## Historia
La fundación del pueblo no está todavía clara. Las primeras menciones escritas datan, como indicamos en el apartado anterior, del año 1505, siendo esta por tanto la fecha más antigua de la que se tiene constancia de la existencia de este asentamiento. Tras la conquista cristiana, la propiedad de los terrenos pasaría por muy diversas manos, entre los que se encuentra Pedro Fajardo y Chacón.
El municipio sufrió un fuerte terremoto en el año 1972, que no dejó víctimas, pero sí cuantiosos daños materiales en gran parte del pueblo, entre ellos la iglesia, que hubo de ser demolida para la construcción de una nueva por la inestabilidad de la estructura. Resultaron dañadas unas 160 viviendas, teniendo que erigirse un poblado de emergencia en las afueras para el asentamiento de los lugareños que había perdido su hogar hasta su reconstrucción.
Con la llegada del tercer milenio, Partaloa ha vivido un auge demográfico al atraer inmigrantes de origen británico que buscan una segunda residencia para su jubilación.

## Geografía humana

### Organización territorial
Además de la cabecera municipal, Partaloa cuenta también con varias entidades de población según el nomenclátor publicado por el Instituto Nacional de Estadística: El Cerrogordo, La Piedra Amarilla y El Retamar.

### Demografía
Cuenta con una población de 875 habitantes (INE 2024).
| Gráfica de evolución demográfica de Partaloa entre 1842 y 2021 |
| |
| Población de derecho según los censos de población del INE. Población de hecho según los censos de población del INE.En este censo se denominaba Partaloba: 1842. |

| Nacionalidad | Hombres | Mujeres | Total | %      | Proporción |
| ------------ | ------- | ------- | ----- | ------ | ---------- |
| Española     | 164     | 156     | 320   | 31.9 % |            |
| Extranjera   | 334     | 349     | 683   | 68.0 % |            |

| País        | Hombres | Mujeres | Total | %      | Proporción |
| ----------- | ------- | ------- | ----- | ------ | ---------- |
| Reino Unido | 267     | 291     | 558   | 81.7 % |            |
| Francia     | 6       | 3       | 9     | 1.3 %  |            |
| Alemania    | 2       | 4       | 6     | 0.8 %  |            |
| Rumania     | 2       | 4       | 6     | 0.8 %  |            |
| Argentina   | 2       | 0       | 2     | 0.2 %  |            |
| Colombia    | 1       | 1       | 2     | 0.2 %  |            |
| Marruecos   | 0       | 1       | 1     | 0.1 %  |            |
| Polonia     | 0       | 1       | 1     | 0.1 %  |            |
| Portugal    | 0       | 1       | 1     | 0.1 %  |            |
| Rusia       | 0       | 1       | 1     | 0.1 %  |            |
| Venezuela   | 0       | 1       | 1     | 0.1 %  |            |

### Economía

#### Evolución de la deuda viva municipal
| Gráfica de evolución de Deuda viva del Ayuntamiento de Partaloa entre 2008 y 2019                                |
| |
| Deuda viva del Ayuntamiento de Partaloa en miles de Euros según datos del Ministerio de Hacienda y Ad. Públicas. |

## Símbolos
Partaloa consiguió una autorización por parte de la Junta de Andalucía para adoptar sus símbolos el 25 de marzo de 2002, pero no ejerció ese derecho hasta marzo de 2009. El municipio cuenta con un escudo y bandera adoptados de manera oficial.

### Escudo
Su descripción heráldica es la siguiente:

Partido. Primero de azur, una banda de oro engolada en dragantes del mismo metal. Segundo, de plata, un olivo de sinople, terrazado de lo mismo y atravesado el tronco una loba de sable pasante. Al timbre corona real cerrada

### Bandera
La enseña del municipio tiene la siguiente descripción:

Paño rectangular, de doble longitud que anchura, cortada en dos mitades; la superior, verde oliva y la inferior, blanca. Al centro del paño, escudo heráldico con una anchura igual al tercio del paño.

## Política
Los resultados en Partaloa de las últimas elecciones municipales, celebradas en mayo de 2023, son:

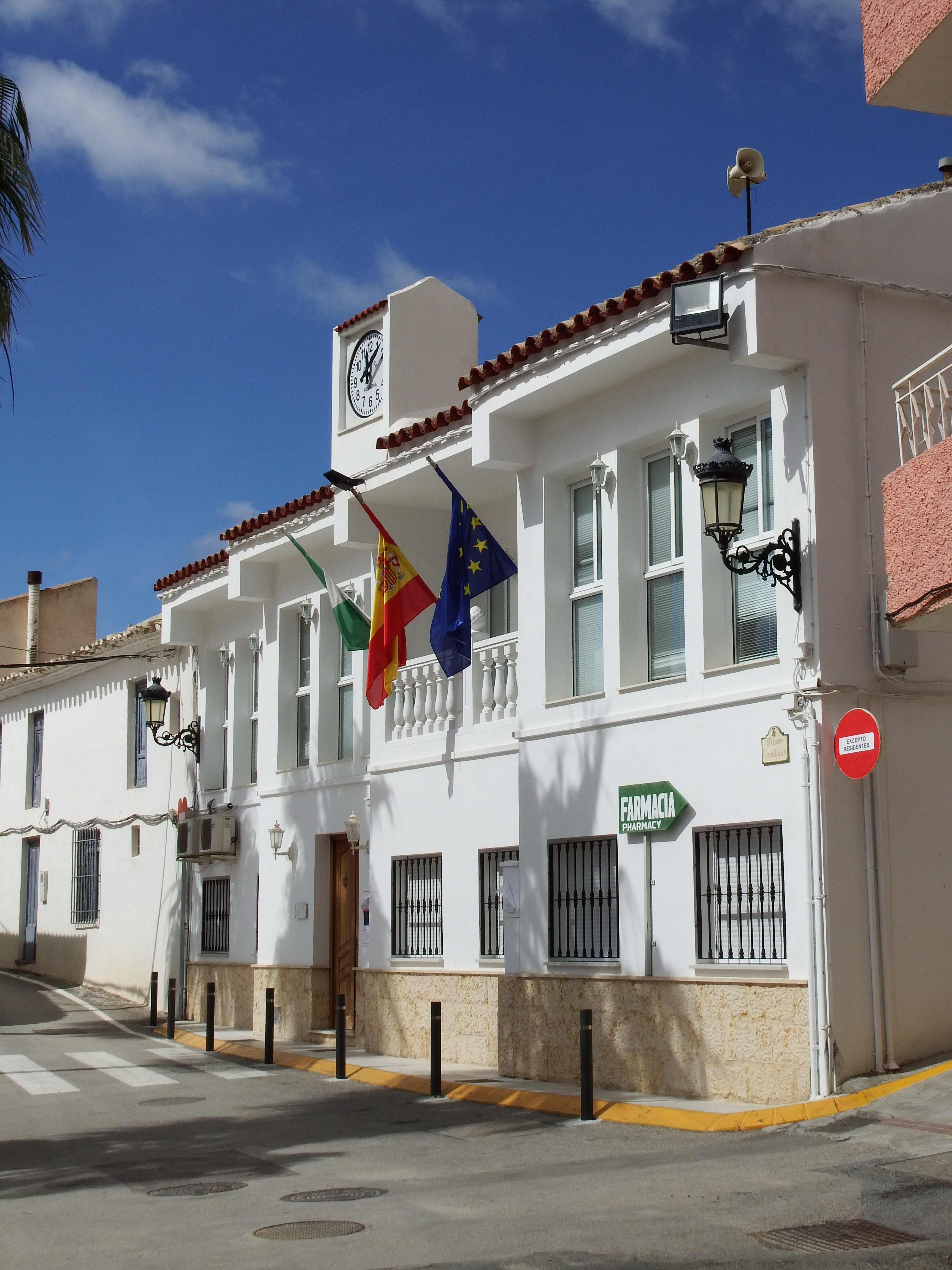
Casa Consistorial de Partaloa

| Elecciones Municipales - Partaloa (2023) | Elecciones Municipales - Partaloa (2023)      | Elecciones Municipales - Partaloa (2023) | Elecciones Municipales - Partaloa (2023) | Elecciones Municipales - Partaloa (2023) |
| Partido político                         | Partido político                              | Votos                                    | %Válidos                                 | Concejales                               |
| ---------------------------------------- | --------------------------------------------- | ---------------------------------------- | ---------------------------------------- | ---------------------------------------- |
|                                          | Agrupación de Electores de Partaloa (ADEPART) | 259                                      | 64,91 %                                  | 7                                        |
|                                          | PP                                            | 89                                       | 22,03                                    | 2                                        |
|                                          | Almería Avanza                                | 35                                       | 8,77 %                                   | 0                                        |
|                                          | PSOE                                          | 15                                       | 3,75 %                                   | 0                                        |

### Alcaldes
| Periodo   | Nombre                       | Partido                             |
| --------- | ---------------------------- | ----------------------------------- |
| 1979-1983 | Cristóbal Caparrós Fernández | UCD                                 |
| 1983-1987 | Antonio González Rosellón    | PSOE                                |
| 1987-1991 | José González Reche          | UC-CDS                              |
| 1991-1995 | Ramón Moreno Teruel          | PSOE                                |
| 1995-1999 | José González Rodríguez      | PP                                  |
| 1999-2003 | José González Rodríguez      | PP                                  |
| 2003-2007 | Federico Molina Mora         | PSOE                                |
| 2007-2011 | Alejandro López Martínez     | GIAL                                |
| 2011-2015 | José González Rodríguez      | PP                                  |
| 2015-2019 | Antonio Peñuela González     | Agrupación de Electores de Partaloa |
| 2019-2023 | Antonio Peñuela González     | Agrupación de Electores de Partaloa |
| 2023-act. | María Joaquina López         | Agrupación de Electores de Partaloa |

## Servicios públicos

### Abastecimiento
El suministro de agua potable y de regadío de Partaloa depende en gran medida del trasvase existente entre el embalse del Negratín y el de Cuevas del Almanzora.

### Educación
El municipio no cuenta con un colegio público propio, pero el CPR Medio Almanzora II, sito en el municipio de Albox, ofrece enseñanza primaria, debiendo los alumnos desplazarse luego hasta los institutos de Albox, Cantoria, Vélez-Rubio o Huércal-Overa, para continuar con su educación obligatoria.

### Sanidad
El municipio cuenta con un consultorio, dependiente del Hospital La Inmaculada, que da servicio de lunes a viernes.

## Cultura

### Patrimonio civil
- Mirador de Partaloa: Mirador construido en el año 2006, que consta de un pasillo y un balcón de madera al que se accede desde la ermita y que permite una visión panorámica del entorno del pueblo.[28]

### Patrimonio religioso
- Iglesia de San Antonio de Padua

### Patrimonio natural
- El Algarrobo, árbol ubicado en un punto prominente de los cerros que rodean el casco urbano de Partaloa. Su imagen ha pasado a formar parte del escudo y la bandera del pueblo.[29]

## Deportes

### Entidades deportivas
El pueblo de Partaloa cuenta con un equipo de fútbol fundado en el año 2006, el CF Partaloa, que juega con una equipación roja y negra.

## Partaloberos ilustres
- Joaquín Masegosa Rodríguez: Superviviente del Holocausto.